# 1970-es fedett pályás atlétikai Európa-bajnokság
Az 1970-es fedett pályás atlétikai Európa-bajnokságot Bécsben, Ausztriában rendezték március 14. és március 15. között. Ez volt az 1. fedett pályás Eb, előtte fedett pályás atlétikai játékok néven rendeztek hasonló versenyeket. A férfiaknál 13, a nőknél 9 versenyszám volt.

## A magyar sportolók eredményei
Magyarország az Európa-bajnokságon 8 sportolóval képviseltette magát.

## Éremtáblázat
(A táblázatban a rendező nemzet eltérő háttérszínnel kiemelve.)
| Helyezés | Nemzet         | Arany | Ezüst | Bronz | Összesen |
| 1.       | Szovjetunió    | 10    | 2     | 3     | 15       |
| 2.       | NDK            | 3     | 6     | 3     | 12       |
| 3.       | Franciaország  | 2     | 1     | 3     | 6        |
| 4.       | Ausztria       | 2     | 0     | 1     | 3        |
| 5.       | Nagy-Britannia | 2     | 0     | 0     | 2        |
| 6.       | NSZK           | 1     | 5     | 2     | 8        |
| 7.       | Lengyelország  | 1     | 4     | 3     | 8        |
| 8.       | Románia        | 1     | 1     | 2     | 4        |
| 9.       | Spanyolország  | 0     | 1     | 2     | 3        |
| 10.      | Írország       | 0     | 1     | 0     | 1        |
| 10.      | Svédország     | 0     | 1     | 0     | 1        |
| 12.      | Finnország     | 0     | 0     | 1     | 1        |
| 12.      | Hollandia      | 0     | 0     | 1     | 1        |
| 12.      | Jugoszlávia    | 0     | 0     | 1     | 1        |

## Érmesek
- WR – világrekord
- CR – Európa-bajnoki rekord
- AR – kontinens rekord
- NR – országos rekord
- PB – egyéni rekord
- WL – az adott évben aktuálisan a világ legjobb eredménye
- SB – az adott évben aktuálisan az egyéni legjobb eredmény

### Férfi
| Versenyszám           | Arany                                                                                        | Arany   | Ezüst                                                                                    | Ezüst   | Bronz                                                                            | Bronz   |
| --------------------- | -------------------------------------------------------------------------------------------- | ------- | ---------------------------------------------------------------------------------------- | ------- | -------------------------------------------------------------------------------- | ------- |
| 60 m                  | Valerij Borzov · Szovjetunió                                                                 | 6,6a    | Zenon Nowosz · Lengyelország                                                             | 6,7a    | Jarkko Tapola · Finnország                                                       | 6,7a    |
| 400 m                 | Alekszandr Bratcsikov · Szovjetunió                                                          | 46,8a   | Andrzej Badeński · Lengyelország                                                         | 46,9a   | Jurij Zorin · Szovjetunió                                                        | 48,4a   |
| 800 m                 | Jevgenyij Arzsanov · Szovjetunió                                                             | 1:51,0a | Juan Borroz · Spanyolország                                                              | 1:51,9a | Jože Međimurec · Jugoszlávia                                                     | 1:51,9a |
| 1500 m                | Henryk Szordykowski · Lengyelország                                                          | 3:48,8a | Frank Murphy · Írország                                                                  | 3:49,0a | Vlagyimir Pantyelej · Szovjetunió                                                | 3:49,8a |
| 3000 m                | Ricky Wilde · Nagy-Britannia                                                                 | 7:46,85 | Harald Norpoth · NSZK                                                                    | 7:49,50 | Javier Álvarez · Spanyolország                                                   | 7:52,45 |
| 60 m gát              | Günther Nickel · NSZK                                                                        | 7,8a    | Frank Siebeck · NDK                                                                      | 7,8a    | Guy Drut · Franciaország                                                         | 7,8a    |
| 4 × 400 m váltó       | Szovjetunió · Jevgenyij Boriszenko · Jurij Zorin · Borisz Szavcsuk · Alekszandr Bratcsikov   | 3:05,9a | Lengyelország · Jan Werner · Stanisław Grędziński · Jan Balachowski · Andrzej Badeński   | 3:07,5a | NSZK · Dieter Hübner · Karl-Hermann Tofaute · Ulrich Strohhacker · Helmar Müller | 3:10,7a |
| Vegyes váltó (2800 m) | Szovjetunió · Alekszandr Konnyikov · Szergej Krjucsok · Vlagyimir Kolesznyikov · Ivan Ivanov | 6:18,0a | Lengyelország · Edmund Borowski · Stanislaw Waskiewicz · Kazimierz Wardak · Eryk Zelazny | 6:18,8a | NSZK · Horst Hasslinger · Lothar Hirsch · Manfred Henne · Ingo Sensburg          | 6:19,6a |
| Magasugrás            | Valentyin Gavrilov · Szovjetunió                                                             | 2,20    | Gerd Dührkop · NDK                                                                       | 2,17    | Şerban Ioan · Románia                                                            | 2,17    |
| Rúdugrás              | François Tracanelli · Franciaország                                                          | 5,30    | Kjell Isaksson · Svédország                                                              | 5,25    | Wolfgang Nordwig · NDK                                                           | 5,20    |
| Távolugrás            | Tõnu Lepik · Szovjetunió                                                                     | 8,05    | Klaus Beer · NDK                                                                         | 7,99    | Rafael Blanquer · Spanyolország                                                  | 7,92    |
| Hármasugrás           | Viktor Szanyejev · Szovjetunió                                                               | 16,95   | Jörg Drehmel · NDK                                                                       | 16,74   | Şerban Ciochină · Románia                                                        | 16,47   |
| Súlylökés             | Hartmut Briesenick · NDK                                                                     | 20,22   | Heinz-Joachim Rothenburg · NDK                                                           | 19,70   | Pierre Colnard · Franciaország                                                   | 18,96   |

### Női
| Versenyszám           | Arany                                                                                     | Arany   | Ezüst                                                                              | Ezüst   | Bronz                                                                                   | Bronz   |
| --------------------- | ----------------------------------------------------------------------------------------- | ------- | ---------------------------------------------------------------------------------- | ------- | --------------------------------------------------------------------------------------- | ------- |
| 60 m                  | Renate Meissner · NDK                                                                     | 7,4a    | Sylviane Telliez · Franciaország                                                   | 7,5a    | Wilma van den Berg · Hollandia                                                          | 7,5a    |
| 400 m                 | Marilyn Neufville · Nagy-Britannia                                                        | 53,01   | Christel Frese · NSZK                                                              | 53,13   | Colette Besson · Franciaország                                                          | 53,63   |
| 800 m                 | Maria Sykora · Ausztria                                                                   | 2:07,0a | Ljudmila Bragina · Szovjetunió                                                     | 2:07,5a | Zofia Kołakowska · Lengyelország                                                        | 2:07,6a |
| 60 m gát              | Karin Balzer · NDK                                                                        | 8,2a    | Lija Hitrina · Szovjetunió                                                         | 8,2a    | Teresa Sukniewicz · Lengyelország                                                       | 8,5a    |
| 4 × 200 m váltó       | URS · Nagyezsda Beszfamilnaja · Vera Ivanovna · Galina Buharina · Ljudmila Szamotyjoszova | 1:35,7a | FRG · Elfgard Schittenhelm · Annelie Wilden · Marianne Bolling · Annegret Kroniger | 1:37,6a | AUT · Maria Sykora · Brigitte Ortner · Christa Kepplinger · Hanni Burger                | 1:40,8a |
| Vegyes váltó (2000 m) | FRA · Sylviane Telliez · Mireille Testanière · Colette Besson · Nicole Duclos             | 4:58,4a | FRG · Elfgard Schittenhelm · Heidi Gerhard · Christa Merten · Jutta Haase          | 5:01,1a | URS · Lyjudmila Golomazova · Olga Klein · Nagyezsda Kolesznyikova · Szvetlana Moscsenok | 5:02,2a |
| Magasugrás            | Ilona Gusenbauer · Ausztria                                                               | 1,88    | Cornelia Popescu · Románia                                                         | 1,82    | Rita Schmidt · NDK                                                                      | 1,82    |
| Távolugrás            | Viorica Viscopoleanu · Románia                                                            | 6,56    | Heide Rosendahl · NSZK                                                             | 6,55    | Mirosława Sarna · Lengyelország                                                         | 6,54    |
| Súlylökés             | Nagyezsda Csizsova · Szovjetunió                                                          | 18,80   | Hannelore Friedel · NDK                                                            | 18,39   | Marita Lange · NDK                                                                      | 18,09   |